# أندرياس بيتر
أندرياس بيتر (بالمجرية: Péter András)‏ هو راكب الكنو مجري، ولد في 14 مارس 1944.